# Yizenia Aldama
Yizenia Miranda Aldama (25. maj 1989) er en håndboldmålmand fra Cuba. Hun spiller på Cubas håndboldlandshold, og deltog under VM 2011 i Brasilien.